# Pilzno
Pilzno ist eine Stadt im Powiat Dębicki der Woiwodschaft Karpatenvorland in Polen. Sie ist Sitz der gleichnamigen Stadt-und-Land-Gemeinde mit etwas über 18.000 Einwohnern.

## Geographie
Die Stadt liegt linksseitig der Wisłok in der nordöstlichen Ecke des Ciężkowice-Gebirges auf einer Höhe von 220 m am Bach Dulcza. Nachbarorte sind Lipiny im Norden, Parkosz im Nordosten, Strzegocice im Südosten, Słotowa im Süden sowie Łęki Dolne im Westen.

## Geschichte

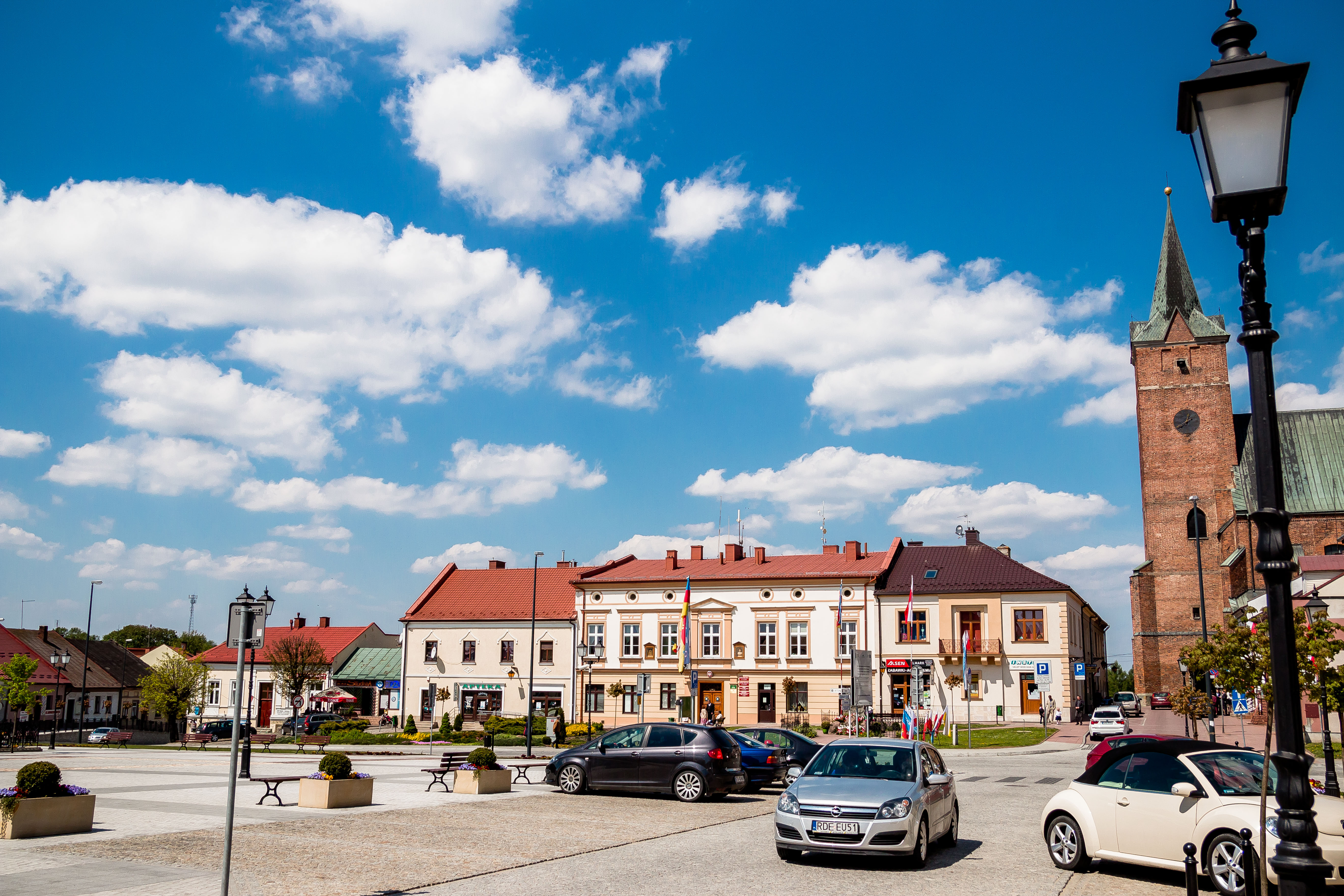
Marktplatz

Im 12. Jahrhundert gehörte das Gebiet zur Benediktinerabtei Tyniec, in deren Zusammenhang tauchten erste unzuverlässige Erwähnungen auf. Der Ort lag entlang der Via Regia, durch die Stadt führte eine wichtige Handelsstraße von Krakau nach Ungarn. In der Mitte des 13. Jahrhunderts bauten die Benediktiner die erste örtliche Kirche. Im Jahr 1328 wurde der Ort von den Benediktinern ins deutsche Recht übertragen. Im Jahr 1354 verlieh der König Kasimir III. der Große dem Ort das Magdeburger Recht und erhob sie zur Königlichen Freistadt in der Woiwodschaft Sandomir. In die Stadt zogen viele deutsche Bürger nach. Besonders wurde das Patriziat von ihnen dominiert. Es wurde gelegentlich vorgeschlagen, dass der Ortsname aus Pilsen in Böhmen übertragen wurde. Der Name ist jedoch wahrscheinlich von dem im Ort hergestellten Filz (polnisch „pilść“ oder „pilśń“) abgeleitet, und wurde über Jahrhundert vor der Stadtgründung erwähnt.
Bei der ersten Teilung Polens wurde Pilzno 1772 dem neuen Königreich Galizien und Lodomerien des habsburgischen Kaiserreichs (ab 1804) zugesprochen. Ab dem Jahr 1855 war Pilzno die Hauptstadt des Bezirks Pilzno.
Nach dem Ende des Ersten Weltkriegs und dem Zusammenbruch der K.u.K.-Monarchie wurde Pilzno 1918 Polen zugesprochen. Unterbrochen wurde dies nur durch die Besetzung Polens durch die Wehrmacht im Zweiten Weltkrieg. In Pilzno lebten etwa 800 Juden, diese wurden im Juni 1942 mit den Juden aus dem Umland ghettoisiert und in das Ghetto Dębica deportiert.
Von 1975 bis 1998 gehörte Pilzno zur Woiwodschaft Tarnów.

## Gemeinde
Zur Stadt-und-Land-Gemeinde (gmina miejsko-wiejska) gehören neben der Stadt Pilzno 17 Dörfer mit einem Schulzenamt.

## Sehenswürdigkeiten
- Gotische Johannes-der-Täufer-Kirche (14. Jahrhundert)
- Kloster und Kirche der Augustiner (14. Jahrhundert), seit dem Jahr 1841 der Karmeliter.